# Alessio Raulo
Alessio Raulo (in greco Ἀλέξιος Ῥαούλ?; ... – 1258 circa) era un aristocratico bizantino e generale dell'Impero di Nicea. Raggiunse il grado di protovestiario durante il regno dell'imperatore Giovanni III Vatatze (r. 1221-1254).

## Biografia
Alessio Raulo era il discendente di una ricca famiglia aristocratica con grandi proprietà terriere nei dintorni di Smirne, forse figlio del sebastos Costantino Raulo, che aveva avuto un ruolo nell'usurpazione di Alessio III Angelo (1195-1203). Divenne genero dell'imperatore Giovanni III Vataze (r. 1221-1254), avendo sposato una nipote di quest'ultimo. Alessio e la nipote di Vataze ebbero quattro figli, tre dei quali sono noti per nome, Giovanni, Manuele e Isacco, e una figlia.
Sotto Vataze, Alessio fu elevato al rango di protovestiario e gli fu affidato il comando delle truppe in Macedonia. Nel 1242 accompagnò l'imperatore nella campagna contro il sovrano di Tessalonica, Giovanni Comneno Ducas (1237-1244). Compare nuovamente nel 1252, durante le guerre di Vataze contro il despota dell'Epiro Michele II Comneno Ducas (1230-1268). Dopo la conclusione di un trattato di pace, Alessio pare sia rimasto in Europa insieme al futuro imperatore Michele Paleologo (r. 1259-1282) a Vodena, a guardia degli accessi a Tessalonica.
Come membro dell'aristocrazia storica, lui e la sua famiglia soffrirono sotto Teodoro II Lascaris (1254-1258). Teodoro cercò di ridurre il potere e l'influenza della nobiltà e favorì gli uomini di umili origini, che nominò alle più alte cariche statali. Nel 1255, l'imperatore lo privò del titolo e lo assegnò al suo protetto di bassa estrazione, Giorgio Muzalon. Inoltre, Teodoro diede in sposa una delle figlie di Raulo al fratello di Giorgio, Andronico Muzalon, un atto considerato offensivo, data l'origine dello sposo. Inoltre, Teodoro II imprigionò i figli di Alessio (la data esatta non è chiara).
Di conseguenza, la famiglia sostenne attivamente l'assassinio dei fratelli Muzalon nel 1258, dopo la morte di Teodoro II, e la successiva usurpazione di Michele VIII Paleologo (r. 1259-1282).